# Harilaq
Harilaq (serbiska: Ариљача, Ariljača) är en ort i Kosovo. Den ligger i den östra delen av landet, 17 km sydväst om huvudstaden Priština. Harilaq ligger 603 meter över havet och antalet invånare är 936.
Terrängen runt Harilaq är kuperad västerut, men österut är den platt. Runt Harilaq är det ganska tätbefolkat, med 222 invånare per kvadratkilometer. Närmaste större samhälle är Priština, 16,7 km nordost om Harilaq. Trakten runt Harilaq består till största delen av jordbruksmark.